# 1995 في ماليزيا
فيما يلي قوائم الأحداث التي وقعت خلال عام 1995 في ماليزيا.

## سياسة

### انتهاء فترة المنصب
- 23 أبريل – لي كيم ساي عضو ديوان الرعية ‏.

## رياضة
- 1 يناير – جائزة ماليزيا الكبرى للدراجات النارية 1995
- 1 يناير – كأس آسيا لكرة القدم للسيدات 1995 الفائز منتخب الصين لكرة القدم للسيدات.

## مواليد

### فبراير
- 1 فبراير – إيمي كوان لاعبة جمباز إيقاعي ماليزية.

### أبريل
- 25 أبريل – لي جيان يي لاعب تنس الريشة.

### مايو
- 23 مايو – نجوى لطيف مغنية ماليزية.

## وفيات

### يناير
- 2 يناير – مصطفى هارون (مواليد 1918) سياسي ماليزي.